# 락쿵
《락쿵》은 2022년에 유튜브 tvN D ent 채널에서 방송된 인디밴드 서바이벌 프로그램이다. 50여개 팀이 참가했다.

## 순위
| 순위  | 이름                      | 구성원 |
| ----- | ------------------------- | --- |
| 우승  | 바투                      | 가온(드럼), 마루(기타/보컬), 이령(기타), 강성(베이스)                                                                    |
| Top6  | 행락객                    | 정유진(드럼), 최민성(키보드), 최보라(보컬), 이규태(피리)                                                                 |
| Top6  | 댄디남                    | 김동현(보컬/기타), 전상진(퍼커션)                                                                                        |
| Top6  | 뉴클리어 이디엇츠         | 전금용(기타), 최낙현(베이스), 김현석(보컬), 이재성(드럼), 이정헌(키보드)                                                 |
| Top6  | 스위스 탄산수             | 이창대(드럼), 김은정(아코디언), 이재동(보컬/기타), 김우진(베이스)                                                        |
| Top6  | 투 데이 올드 스니커즈     | 손민욱(드럼), 심도언(보컬/기타), 주해승(기타), 류호진(베이스)                                                            |
| Top18 | 국악인가요                | 노결이(보컬), 박세훈(드럼), 배대준(기타)                                                                                 |
| Top18 | 어텐션24                  | 김진환(베이스), 김관호(보컬), 안상준(기타), 박도현(드럼)                                                                 |
| Top18 | 스모킹구스                | 이정훈(드럼), 김동길(기타/보컬), 박성화(베이스)                                                                          |
| Top18 | 파이커                    | 엄씨(드럼), 근열(보컬), 손숀(기타), 뭉클(베이스)                                                                         |
| Top18 | 동이혼                    | 유진(기타), 세나(보컬/기타), 온비(베이스), 에스더(드럼)                                                                  |
| Top18 | 홍삼캔디                  | 최지석(드럼), 최용우(보컬/기타), 유세연(베이스)                                                                          |
| Top18 | CLYM                      | 김찬샘(드럼), 정용호(기타), 황정연(보컬/기타), 이상혁(베이스)                                                            |
| Top18 | 사선                      | 강승훈(피아노), 이동민(베이스), 유혜린(보컬), 한순욱(드럼)                                                               |
| Top18 | 그런                      | 이영광(드럼), 신근호(베이스), 황정환(보컬/기타)                                                                          |
| Top18 | 갈릭스                    | 최지훈(베이스), 서상준(퍼커션), 전경준(보컬), 이창규(기타), 박도현(드럼), 곽다인(키보드)                                 |
| Top18 | 델라포엠                  | 이형구(기타), 정지용(DJ), 김민정(보컬), 김단비(키보드), 김성하(드럼)                                                     |
| Top18 | 아웃오브캠퍼스            | 정다솜(보컬/키보드), 박정건(보컬/기타)                                                                                   |
| Top19 | 트리스                    | 데이지(키보드), 양현덕(보컬/기타), 신영권(드럼), 김민규(베이스)                                                          |
| Top47 | 스프링스                  | 홍동현(기타/보컬), 윤준호(베이스), 이지원(드럼)                                                                          |
| Top47 | 트랩                      | 황성훈(기타), 김현영(기타/보컬), 김초원(드럼), 맹인호(베이스)                                                            |
| Top47 | 대동                      | 최동찬(보컬), 이준학(기타), 이수(드럼), 김명하(베이스)                                                                   |
| Top47 | 큐바니즘                  | 이지윤(드럼), 이재영(베이스), 밤비(보컬), 김다희(키보드), 선란희(기타), 김은경(피아노), 이수진(퍼커션)                   |
| Top47 | 다양성                    | 주준규(기타), 신예찬(베이스), 곽승현(보컬/기타), 이충희(드럼)                                                            |
| Top47 | 덕호씨                    | 전덕호(보컬), 최항(베이스), 채광명(드럼)                                                                                 |
| Top47 | 화노                      | 김호진(기타), 슈가킴(베이스), 유환주(보컬), 안병준(드럼)                                                                 |
| Top47 | 파고                      | 강필복(드럼), 소상규(기타), 박예린(보컬), 조명근(베이스)                                                                 |
| Top47 | 스프링벅                  | 한규민(기타), 주재현(기타), 김영준(보컬), 정지용(키보드), 서한수(드럼), 신예찬(베이스)                                   |
| Top47 | 클라우디안                | 손엘(베이스), 오엠(바이올린), 브라이튼(보컬), 진(드럼), 수(기타), 한(드럼)                                               |
| Top47 | 비버타운                  | 이인호(베이스), 이예준(드럼), 전용일(보컬), 김성빈(키보드), 김준목(기타)                                                 |
| Top47 | 렘피스트                  | 박정준(기타), 김경진(랩), 김성현(보컬), 문성준(베이스), 김도균(드럼)                                                     |
| Top47 | 빈스프라우트              | 정승현(베이스), 곽정영(보컬), 권진오(드럼), 최광화(기타)                                                                 |
| Top47 | 오드                      | 오제경(베이스), 주영준(드럼), 박승현(기타), 보컬(김시인)                                                                 |
| Top47 | Gerda                     | 김건호(베이스), 김동우(보컬), 전지환(드럼), 구재욱(키보드)                                                               |
| Top47 | 클라프                    | 이재형(드럼), 윤석진(보컬), 오승민(기타), 안효준(베이스)                                                                 |
| Top47 | 난장                      | 변성무(키보드), 현세훈(기타), 김지선(보컬), 나혁진(드럼), 김금지(베이스)                                                 |
| Top47 | 오빠야 문열어 딸기 사왔어 | 혼빈(키보드), 영의정K(베이스), 초칠리(보컬), 김말창(드럼), 최영(기타)                                                    |
| Top47 | 넘버원코리안              | 김수유(기타), 지민석(베이스), 이준섭(키보드), 윤재형(트롬본), 성원우(드럼), 박경모(트럼펫), 권우유(보컬), 김지환(트럼펫) |
| Top47 | 윈터폴                    | 김이찬(드럼), 김소영(베이스), 최민해(보컬/키보드), 허인준(기타)                                                          |
| Top47 | 828                       | 김민승(드럼), 양준혁(베이스), 안강일(보컬/기타), 전훈(기타)                                                              |
| Top47 | 구스다운                  | 장은호(보컬/기타), 진재언(기타), 박건호(드럼), 박지홍(베이스)                                                            |
| Top47 | 에버딘브로                | 데이먼(보컬/기타), 빈센트(베이스), 알렉스(드럼)                                                                          |
| Top47 | 조주                      | 조주영(보컬/기타), 김성재(기타), 구진욱(드럼), 김동만(베이스)                                                            |
| Top47 | Wall flower               | 서상욱(키보드), 유환웅(드럼), 이시대(보컬), 김석형(베이스), 최문도(기타)                                                 |
| Top47 | 원버튼                    | 노윤영(드럼), 예새별(보컬), 윤희영(베이스), 강성일(기타)                                                                 |
| Top47 | 홀린                      | 정다워(드럼), 김지윤(기타), 정준혁(보컬), 이병윤(베이스)                                                                 |
| Top47 | 플루토49                  | 김남준(기타), 임대훈(드럼), 조재형(기타), 강태우(베이스)                                                                 |